# 熱列比利夫卡 (沃倫斯基新城區)
50°37′19″N 27°17′36″E / 50.62194°N 27.29333°E
熱列比利夫卡（烏克蘭語：Жеребилівка），是烏克蘭北部的村莊，隸屬日托米爾州的茲維亞赫爾區。該村始建於1550年，面積1.37平方公里，海拔高度200米，2001年人口338，人口密度每平方公里246.72人。